# Kvalspelet till U21-Europamästerskapet i fotboll 2021 (grupp 7)
Grupp 7 i kvalspelet till U21-Europamästerskapet i fotboll 2021 består av sex lag: Portugal, Nederländerna, Norge, Belarus, Cypern och Gibraltar. Lagindelningen i de nio grupperna i gruppspelet bestämdes genom en lottning på Uefas högkvarter i Nyon, Schweiz den 11 december 2018.
Matcherna i gruppen var från början schemalagda att spelas mellan den 20 mars 2019 och 13 oktober 2020. Enligt det ursprungliga formatet skulle gruppsegrarna samt det bästa andraplacerade laget att kvalificera sig för huvudturneringen, medan övriga åtta grupptvåor skulle mötas i ett playoff.
Den 17 mars 2020 avbröts samtliga matcher på grund av coronaviruspandemin. Den 17 juni 2020 meddelade Uefa att gruppspelet skulle förlängas till den 17 november 2020 och att playoff-matcherna skulle bli inställda. Istället skulle gruppvinnarna samt de fem bästa andraplacerade lagen att kvalificera sig för huvudturneringen.

## Tabell
| Nr | Lag           | S  | V | O | F | GM | IM | MS  | P  |
| -- | ------------- | -- | - | - | - | -- | -- | --- | -- |
| 1  | Nederländerna | 10 | 9 | 0 | 1 | 46 | 5  | +41 | 27 |
| 2  | Portugal      | 10 | 9 | 0 | 1 | 29 | 9  | +20 | 27 |
| 3  | Norge         | 8  | 3 | 1 | 4 | 14 | 16 | −2  | 10 |
| 4  | Belarus       | 9  | 2 | 2 | 5 | 15 | 21 | −6  | 8  |
| 5  | Cypern        | 9  | 2 | 1 | 6 | 8  | 24 | −16 | 7  |
| 6  | Gibraltar     | 8  | 0 | 0 | 8 | 0  | 37 | −37 | 0  |

## Matcher
|       | 20 mars 2019 | Cypern         | 1 – 0           | Gibraltar | Ammochostos Stadium                            |                                                |
| 14:30 | 14:30        | Jack Roles 62′ | (0 – 0) Rapport |           | Larnaca Publik: 240 Domare: Genc Nuza (Kosovo) | Larnaca Publik: 240 Domare: Genc Nuza (Kosovo) |
| 14:30 | 14:30        |                |                 |           | Larnaca Publik: 240 Domare: Genc Nuza (Kosovo) | Larnaca Publik: 240 Domare: Genc Nuza (Kosovo) |
| 14:30 | 14:30        |                |                 |           | Larnaca Publik: 240 Domare: Genc Nuza (Kosovo) | Larnaca Publik: 240 Domare: Genc Nuza (Kosovo) |

|       | 8 juni 2019 | Vitryssland | 10 – 0          | Gibraltar | Torpedo Stadium                                    |                                                    |
| 13:00 | 13:00       | Artem Shkurdyuk 31′ Ivan Bakhar 45+2′, 75′, 84′ Dmitry Podstrelov 55′ Pavel Klenyo 68′, 78′, 90′ Andrey Alshanik 72′ Artsyom Pyatrenka 80′ | (2 – 0) Rapport |           | Zjodzina Publik: 1 123 Domare: Yigal Frid (Israel) | Zjodzina Publik: 1 123 Domare: Yigal Frid (Israel) |
| 13:00 | 13:00       | |                 |           | Zjodzina Publik: 1 123 Domare: Yigal Frid (Israel) | Zjodzina Publik: 1 123 Domare: Yigal Frid (Israel) |
| 13:00 | 13:00       | |                 |           | Zjodzina Publik: 1 123 Domare: Yigal Frid (Israel) | Zjodzina Publik: 1 123 Domare: Yigal Frid (Israel) |

|       | 5 september 2019 | Portugal                                                  | 4 – 0           | Gibraltar | Complexo Desportivo FC Alverca                                     |                                                                    |
| 21:45 | 21:45            | Francisco Trincão 8′ Dany Mota 13′, 60′ Diogo Queirós 66′ | (2 – 0) Rapport |           | Alverca do Ribatejo Publik: 4 783 Domare: Roomer Tarajev (Estland) | Alverca do Ribatejo Publik: 4 783 Domare: Roomer Tarajev (Estland) |
| 21:45 | 21:45            |                                                           |                 |           | Alverca do Ribatejo Publik: 4 783 Domare: Roomer Tarajev (Estland) | Alverca do Ribatejo Publik: 4 783 Domare: Roomer Tarajev (Estland) |
| 21:45 | 21:45            |                                                           |                 |           | Alverca do Ribatejo Publik: 4 783 Domare: Roomer Tarajev (Estland) | Alverca do Ribatejo Publik: 4 783 Domare: Roomer Tarajev (Estland) |

|       | 6 september 2019 | Norge                                     | 2 – 1           | Cypern               | Marienlyst Stadion                                       |                                                          |
| 19:00 | 19:00            | Tobias Heintz 19′ Kristian Thorstvedt 56′ | (1 – 0) Rapport | 74′ Paris Polikarpou | Drammen Publik: 590 Domare: Furkat Atazhanov (Kazakstan) | Drammen Publik: 590 Domare: Furkat Atazhanov (Kazakstan) |
| 19:00 | 19:00            |                                           |                 |                      | Drammen Publik: 590 Domare: Furkat Atazhanov (Kazakstan) | Drammen Publik: 590 Domare: Furkat Atazhanov (Kazakstan) |
| 19:00 | 19:00            |                                           |                 |                      | Drammen Publik: 590 Domare: Furkat Atazhanov (Kazakstan) | Drammen Publik: 590 Domare: Furkat Atazhanov (Kazakstan) |

|       | 10 september 2019 | Nederländerna                                                                            | 5 – 1           | Cypern            | De Vijverberg                                            |                                                          |
| 19:00 | 19:00             | Teun Koopmeiners 16′ (str.) Dani de Wit 26′, 86′ Kaj Sierhuis 29′ Deyovaisio Zeefuik 90′ | (3 – 1) Rapport | 11′ Ruel Sotiriou | Doetinchem Publik: 5 500 Domare: Denys Shurman (Ukraina) | Doetinchem Publik: 5 500 Domare: Denys Shurman (Ukraina) |
| 19:00 | 19:00             |                                                                                          |                 |                   | Doetinchem Publik: 5 500 Domare: Denys Shurman (Ukraina) | Doetinchem Publik: 5 500 Domare: Denys Shurman (Ukraina) |
| 19:00 | 19:00             |                                                                                          |                 |                   | Doetinchem Publik: 5 500 Domare: Denys Shurman (Ukraina) | Doetinchem Publik: 5 500 Domare: Denys Shurman (Ukraina) |

|       | 10 september 2019 | Vitryssland | 0 – 2           | Portugal                        | Torpedo Stadium                                                |                                                                |
| 19:00 | 19:00             |             | (0 – 0) Rapport | 68′ Rafael Leão 90+4′ Dany Mota | Zjodzina Publik: 1 370 Domare: Ioannis Papadopoulos (Grekland) | Zjodzina Publik: 1 370 Domare: Ioannis Papadopoulos (Grekland) |
| 19:00 | 19:00             |             |                 |                                 | Zjodzina Publik: 1 370 Domare: Ioannis Papadopoulos (Grekland) | Zjodzina Publik: 1 370 Domare: Ioannis Papadopoulos (Grekland) |
| 19:00 | 19:00             |             |                 |                                 | Zjodzina Publik: 1 370 Domare: Ioannis Papadopoulos (Grekland) | Zjodzina Publik: 1 370 Domare: Ioannis Papadopoulos (Grekland) |

|       | 11 oktober 2019 | Vitryssland         | 1 – 1           | Norge            | Torpedo Stadium                                     |                                                     |
| 17:00 | 17:00           | Denis Grechikho 58′ | (0 – 0) Rapport | 79′ Emil Bohinen | Zjodzina Publik: 300 Domare: Enea Jorgji (Albanien) | Zjodzina Publik: 300 Domare: Enea Jorgji (Albanien) |
| 17:00 | 17:00           |                     |                 |                  | Zjodzina Publik: 300 Domare: Enea Jorgji (Albanien) | Zjodzina Publik: 300 Domare: Enea Jorgji (Albanien) |
| 17:00 | 17:00           |                     |                 |                  | Zjodzina Publik: 300 Domare: Enea Jorgji (Albanien) | Zjodzina Publik: 300 Domare: Enea Jorgji (Albanien) |

|       | 11 oktober 2019 | Nederländerna                                                       | 4 – 2           | Portugal                                      | De Vijverberg                                              |                                                            |
| 18:30 | 18:30           | Myron Boadu 8′, 84′ Teun Koopmeiners 50′ (str.) Calvin Stengs 90+4′ | (1 – 1) Rapport | 42′ Diogo Queirós 64′ (str.) Gedson Fernandes | Doetinchem Publik: 8 025 Domare: Roi Reinshreiber (Israel) | Doetinchem Publik: 8 025 Domare: Roi Reinshreiber (Israel) |
| 18:30 | 18:30           |                                                                     |                 |                                               | Doetinchem Publik: 8 025 Domare: Roi Reinshreiber (Israel) | Doetinchem Publik: 8 025 Domare: Roi Reinshreiber (Israel) |
| 18:30 | 18:30           |                                                                     |                 |                                               | Doetinchem Publik: 8 025 Domare: Roi Reinshreiber (Israel) | Doetinchem Publik: 8 025 Domare: Roi Reinshreiber (Israel) |

|       | 15 oktober 2019 | Cypern              | 1 – 1           | Vitryssland         | Ammochostos Stadium                                   |                                                       |
| 14:30 | 14:30           | Christos Shelis 37′ | (1 – 0) Rapport | 68′ Denis Grechikho | Larnaca Publik: 149 Domare: Michal Ocenáš (Slovakien) | Larnaca Publik: 149 Domare: Michal Ocenáš (Slovakien) |
| 14:30 | 14:30           |                     |                 |                     | Larnaca Publik: 149 Domare: Michal Ocenáš (Slovakien) | Larnaca Publik: 149 Domare: Michal Ocenáš (Slovakien) |
| 14:30 | 14:30           |                     |                 |                     | Larnaca Publik: 149 Domare: Michal Ocenáš (Slovakien) | Larnaca Publik: 149 Domare: Michal Ocenáš (Slovakien) |

|       | 15 oktober 2019 | Norge | 0 – 4           | Nederländerna                                                   | Marienlyst Stadion                                     |                                                        |
| 18:30 | 18:30           |       | (0 – 1) Rapport | 30′, 90+5′ Rick van Drongelen 47′ Calvin Stengs 67′ Dani de Wit | Drammen Publik: 1 100 Domare: Marco Di Bello (Italien) | Drammen Publik: 1 100 Domare: Marco Di Bello (Italien) |
| 18:30 | 18:30           |       |                 |                                                                 | Drammen Publik: 1 100 Domare: Marco Di Bello (Italien) | Drammen Publik: 1 100 Domare: Marco Di Bello (Italien) |
| 18:30 | 18:30           |       |                 |                                                                 | Drammen Publik: 1 100 Domare: Marco Di Bello (Italien) | Drammen Publik: 1 100 Domare: Marco Di Bello (Italien) |

|       | 14 november 2019 | Gibraltar | 0 – 6           | Nederländerna                                                    | Victoria Stadium                                           |                                                            |
| 19:00 | 19:00            |           | (0 – 2) Rapport | 16′, 63′ Cody Gakpo 38′, 66′, 76′ Dani de Wit 88′ Daishawn Redan | Gibraltar Publik: 720 Domare: Emmanouil Skoulas (Grekland) | Gibraltar Publik: 720 Domare: Emmanouil Skoulas (Grekland) |
| 19:00 | 19:00            |           |                 |                                                                  | Gibraltar Publik: 720 Domare: Emmanouil Skoulas (Grekland) | Gibraltar Publik: 720 Domare: Emmanouil Skoulas (Grekland) |
| 19:00 | 19:00            |           |                 |                                                                  | Gibraltar Publik: 720 Domare: Emmanouil Skoulas (Grekland) | Gibraltar Publik: 720 Domare: Emmanouil Skoulas (Grekland) |

|       | 15 november 2019 | Cypern                | 1 – 2           | Norge                        | Ammochostos Stadium                                  |                                                      |
| 13:30 | 13:30            | Andreas Neophytou 20′ | (1 – 0) Rapport | 72′, 85′ Kristian Thorstvedt | Larnaca Publik: 200 Domare: Suren Baliyan (Armenien) | Larnaca Publik: 200 Domare: Suren Baliyan (Armenien) |
| 13:30 | 13:30            |                       |                 |                              | Larnaca Publik: 200 Domare: Suren Baliyan (Armenien) | Larnaca Publik: 200 Domare: Suren Baliyan (Armenien) |
| 13:30 | 13:30            |                       |                 |                              | Larnaca Publik: 200 Domare: Suren Baliyan (Armenien) | Larnaca Publik: 200 Domare: Suren Baliyan (Armenien) |

|       | 19 november 2019 | Norge                                                   | 2 – 3           | Portugal                      | Marienlyst Stadion                                      |                                                         |
| 18:30 | 18:30            | Kristian Thorstvedt 83′ (str.) Jørgen Strand Larsen 90′ | (0 – 2) Rapport | 2′, 78′ Fábio Vieira 20′ Jota | Drammen Publik: 505 Domare: Sergei Lapochkin (Ryssland) | Drammen Publik: 505 Domare: Sergei Lapochkin (Ryssland) |
| 18:30 | 18:30            |                                                         |                 |                               | Drammen Publik: 505 Domare: Sergei Lapochkin (Ryssland) | Drammen Publik: 505 Domare: Sergei Lapochkin (Ryssland) |
| 18:30 | 18:30            |                                                         |                 |                               | Drammen Publik: 505 Domare: Sergei Lapochkin (Ryssland) | Drammen Publik: 505 Domare: Sergei Lapochkin (Ryssland) |

|       | 19 november 2019 | Gibraltar | 0 – 2           | Vitryssland                             | Victoria Stadium                                           |                                                            |
| 20:00 | 20:00            |           | (0 – 1) Rapport | 25′ (str.) Pavel Sedko 59′ Ilya Shkurin | Gibraltar Publik: 720 Domare: Bram Van Driessche (Belgien) | Gibraltar Publik: 720 Domare: Bram Van Driessche (Belgien) |
| 20:00 | 20:00            |           |                 |                                         | Gibraltar Publik: 720 Domare: Bram Van Driessche (Belgien) | Gibraltar Publik: 720 Domare: Bram Van Driessche (Belgien) |
| 20:00 | 20:00            |           |                 |                                         | Gibraltar Publik: 720 Domare: Bram Van Driessche (Belgien) | Gibraltar Publik: 720 Domare: Bram Van Driessche (Belgien) |

|       | 4 september 2020 | Norge                                                                                              | 6 – 0           | Gibraltar | Marienlyst Stadion                                    |                                                       |
| 18:00 | 18:00            | Jens Petter Hauge 14′ (str.) Birk Risa 23′, 79′ Jørgen Strand Larsen 70′ (str.), 80′, 90+1′ (str.) | (2 – 0) Rapport |           | Drammen Publik: 0 Domare: Oskari Hämäläinen (Finland) | Drammen Publik: 0 Domare: Oskari Hämäläinen (Finland) |
| 18:00 | 18:00            | |                 |           | Drammen Publik: 0 Domare: Oskari Hämäläinen (Finland) | Drammen Publik: 0 Domare: Oskari Hämäläinen (Finland) |
| 18:00 | 18:00            | |                 |           | Drammen Publik: 0 Domare: Oskari Hämäläinen (Finland) | Drammen Publik: 0 Domare: Oskari Hämäläinen (Finland) |

|       | 4 september 2020 | Cypern | 0 – 4           | Portugal                                    | AEK Arena – Georgios Karapatakis                 |                                                  |
| 18:00 | 18:00            |        | (0 – 2) Rapport | 8′, 28′ Diogo Leite 54′ Jota 86′ João Mário | Larnaca Publik: 0 Domare: Urs Schnyder (Schweiz) | Larnaca Publik: 0 Domare: Urs Schnyder (Schweiz) |
| 18:00 | 18:00            |        |                 |                                             | Larnaca Publik: 0 Domare: Urs Schnyder (Schweiz) | Larnaca Publik: 0 Domare: Urs Schnyder (Schweiz) |
| 18:00 | 18:00            |        |                 |                                             | Larnaca Publik: 0 Domare: Urs Schnyder (Schweiz) | Larnaca Publik: 0 Domare: Urs Schnyder (Schweiz) |

|       | 4 september 2020 | Vitryssland | 0 – 7           | Nederländerna                                                                                            | Torpedo Stadium                                        |                                                        |
| 18:00 | 18:00            |             | (0 – 3) Rapport | 3′, 34′ Myron Boadu 9′ (str.) Teun Koopmeiners 55′, 68′ Dani de Wit 82′ Kaj Sierhuis 90+1′ Abdou Harroui | Zjodzina Publik: 0 Domare: Dumitru Muntean (Moldavien) | Zjodzina Publik: 0 Domare: Dumitru Muntean (Moldavien) |
| 18:00 | 18:00            |             |                 | | Zjodzina Publik: 0 Domare: Dumitru Muntean (Moldavien) | Zjodzina Publik: 0 Domare: Dumitru Muntean (Moldavien) |
| 18:00 | 18:00            |             |                 | | Zjodzina Publik: 0 Domare: Dumitru Muntean (Moldavien) | Zjodzina Publik: 0 Domare: Dumitru Muntean (Moldavien) |

|       | 8 september 2020 | Nederländerna                  | 2 – 0           | Norge | Yanmar Stadion                                  |                                                 |
| 20:00 | 20:00            | Noa Lang 83′ Myron Boadu 90+3′ | (0 – 0) Rapport |       | Almere Publik: 0 Domare: Karim Abed (Frankrike) | Almere Publik: 0 Domare: Karim Abed (Frankrike) |
| 20:00 | 20:00            |                                |                 |       | Almere Publik: 0 Domare: Karim Abed (Frankrike) | Almere Publik: 0 Domare: Karim Abed (Frankrike) |
| 20:00 | 20:00            |                                |                 |       | Almere Publik: 0 Domare: Karim Abed (Frankrike) | Almere Publik: 0 Domare: Karim Abed (Frankrike) |

|       | 8 oktober 2020 | Nederländerna                                                                        | 5 – 0           | Gibraltar | De Koel                                                |                                                        |
| 20:00 | 20:00          | Dani de Wit 7′, 24′ Ferdi Kadioglu 39′ Deyovaisio Zeefuik 70′ Jurgen Ekkelenkamp 78′ | (3 – 0) Rapport |           | Venlo Publik: 0 Domare: Christopher Jaeger (Österrike) | Venlo Publik: 0 Domare: Christopher Jaeger (Österrike) |
| 20:00 | 20:00          |                                                                                      |                 |           | Venlo Publik: 0 Domare: Christopher Jaeger (Österrike) | Venlo Publik: 0 Domare: Christopher Jaeger (Österrike) |
| 20:00 | 20:00          |                                                                                      |                 |           | Venlo Publik: 0 Domare: Christopher Jaeger (Österrike) | Venlo Publik: 0 Domare: Christopher Jaeger (Österrike) |

|       | 9 oktober 2020 | Belarus                    | 1 – 2           | Cypern                                | Torpedo Stadium                                       |                                                       |
| 17:00 | 17:00          | Roman Davyskiba 87′ (str.) | (0 – 1) Rapport | 7′ Ruel Sotiriou 48′ Marios Peratikos | Zjodzina Publik: 105 Domare: Tihomir Pejin (Kroatien) | Zjodzina Publik: 105 Domare: Tihomir Pejin (Kroatien) |
| 17:00 | 17:00          |                            |                 |                                       | Zjodzina Publik: 105 Domare: Tihomir Pejin (Kroatien) | Zjodzina Publik: 105 Domare: Tihomir Pejin (Kroatien) |
| 17:00 | 17:00          |                            |                 |                                       | Zjodzina Publik: 105 Domare: Tihomir Pejin (Kroatien) | Zjodzina Publik: 105 Domare: Tihomir Pejin (Kroatien) |

|       | 9 oktober 2020 | Portugal                                            | 4 – 1           | Norge                    | Estádio António Coimbra da Mota                            |                                                            |
| 20:30 | 20:30          | Pedro Neto 6′, 16′ Vítor Ferreira 69′ Dany Mota 88′ | (2 – 1) Rapport | 34′ Jørgen Strand Larsen | Estoril Publik: 0 Domare: Vilhjalmur Thorarinsson (Island) | Estoril Publik: 0 Domare: Vilhjalmur Thorarinsson (Island) |
| 20:30 | 20:30          |                                                     |                 |                          | Estoril Publik: 0 Domare: Vilhjalmur Thorarinsson (Island) | Estoril Publik: 0 Domare: Vilhjalmur Thorarinsson (Island) |
| 20:30 | 20:30          |                                                     |                 |                          | Estoril Publik: 0 Domare: Vilhjalmur Thorarinsson (Island) | Estoril Publik: 0 Domare: Vilhjalmur Thorarinsson (Island) |

|       | 13 oktober 2020 | Cypern | 0 – 7           | Nederländerna                                                                                      | AEK Arena – Georgios Karapatakis                     |                                                      |
| 18:00 | 18:00           |        | (0 – 1) Rapport | 22′ Ryan Gravenberch 50′, 65′ Jurgen Ekkelenkamp 51′, 73′, 90′ (str.) Kaj Sierhuis 82′ Myron Boadu | Larnaca Publik: 0 Domare: Eldorjan Hamiti (Albanien) | Larnaca Publik: 0 Domare: Eldorjan Hamiti (Albanien) |
| 18:00 | 18:00           |        |                 | | Larnaca Publik: 0 Domare: Eldorjan Hamiti (Albanien) | Larnaca Publik: 0 Domare: Eldorjan Hamiti (Albanien) |
| 18:00 | 18:00           |        |                 | | Larnaca Publik: 0 Domare: Eldorjan Hamiti (Albanien) | Larnaca Publik: 0 Domare: Eldorjan Hamiti (Albanien) |

|       | 13 oktober 2020 | Gibraltar | 0 – 3           | Portugal                          | Victoria Stadium                                  |                                                   |
| 19:00 | 19:00           |           | (0 – 1) Rapport | 16′ Jota 50′, 80′ Pedro Gonçalves | Gibraltar Publik: 0 Domare: Fyodor Zammit (Malta) | Gibraltar Publik: 0 Domare: Fyodor Zammit (Malta) |
| 19:00 | 19:00           |           |                 |                                   | Gibraltar Publik: 0 Domare: Fyodor Zammit (Malta) | Gibraltar Publik: 0 Domare: Fyodor Zammit (Malta) |
| 19:00 | 19:00           |           |                 |                                   | Gibraltar Publik: 0 Domare: Fyodor Zammit (Malta) | Gibraltar Publik: 0 Domare: Fyodor Zammit (Malta) |

|       | 12 november 2020 | Portugal                                                                    | 3 – 0           | Belarus | Estádio Municipal de Portimão                   |                                                 |
| 20:30 | 20:30            | Dmitri Prischepa 3′ (sjm.) Fábio Vieira 19′ (str.) Gonçalo Ramos 90′ (str.) | (2 – 0) Rapport |         | Portimão Publik: 0 Domare: Fedayi San (Schweiz) | Portimão Publik: 0 Domare: Fedayi San (Schweiz) |
| 20:30 | 20:30            |                                                                             |                 |         | Portimão Publik: 0 Domare: Fedayi San (Schweiz) | Portimão Publik: 0 Domare: Fedayi San (Schweiz) |
| 20:30 | 20:30            |                                                                             |                 |         | Portimão Publik: 0 Domare: Fedayi San (Schweiz) | Portimão Publik: 0 Domare: Fedayi San (Schweiz) |

|  | 13 november 2020 | Gibraltar | Inställd | Norge | Victoria Stadium |           |
|  |                  |           | Rapport  |       | Gibraltar        | Gibraltar |
|  |                  |           |          |       | Gibraltar        | Gibraltar |
|  |                  |           |          |       | Gibraltar        | Gibraltar |

|       | 15 november 2020 | Nederländerna                                   | 5 – 0           | Belarus | Yanmar Stadion                               |                                              |
| 14:30 | 14:30            | Kaj Sierhuis 30′, 64′, 83′ Myron Boadu 31′, 47′ | (2 – 0) Rapport |         | Almere Publik: 0 Domare: Jens Maae (Danmark) | Almere Publik: 0 Domare: Jens Maae (Danmark) |
| 14:30 | 14:30            |                                                 |                 |         | Almere Publik: 0 Domare: Jens Maae (Danmark) | Almere Publik: 0 Domare: Jens Maae (Danmark) |
| 14:30 | 14:30            |                                                 |                 |         | Almere Publik: 0 Domare: Jens Maae (Danmark) | Almere Publik: 0 Domare: Jens Maae (Danmark) |

|       | 15 november 2020 | Portugal                                        | 2 – 1           | Cypern                  | Estádio Municipal da Bela Vista                     |                                                     |
| 20:30 | 20:30            | Gedson Fernandes 45+1′ (str.) Diogo Queirós 68′ | (1 – 1) Rapport | 2′ Panayiotis Artymatas | Parchal Publik: 0 Domare: Barbeno Luca (San Marino) | Parchal Publik: 0 Domare: Barbeno Luca (San Marino) |
| 20:30 | 20:30            |                                                 |                 |                         | Parchal Publik: 0 Domare: Barbeno Luca (San Marino) | Parchal Publik: 0 Domare: Barbeno Luca (San Marino) |
| 20:30 | 20:30            |                                                 |                 |                         | Parchal Publik: 0 Domare: Barbeno Luca (San Marino) | Parchal Publik: 0 Domare: Barbeno Luca (San Marino) |

|  | 18 november 2020 | Norge | Inställd | Belarus | Marienlyst Stadion |         |
|  |                  |       | Rapport  |         | Drammen            | Drammen |
|  |                  |       |          |         | Drammen            | Drammen |
|  |                  |       |          |         | Drammen            | Drammen |

|  | 18 november 2020 | Gibraltar | Inställd | Cypern | Victoria Stadium |           |
|  |                  |           | Rapport  |        | Gibraltar        | Gibraltar |
|  |                  |           |          |        | Gibraltar        | Gibraltar |
|  |                  |           |          |        | Gibraltar        | Gibraltar |

|       | 18 november 2020 | Portugal             | 2 – 1           | Nederländerna  | Estádio Municipal de Portimão                         |                                                       |
| 20:30 | 20:30            | Fábio Vieira 2′, 53′ | (1 – 1) Rapport | 42′ Cody Gakpo | Portimão Publik: 0 Domare: Nicholas Walsh (Skottland) | Portimão Publik: 0 Domare: Nicholas Walsh (Skottland) |
| 20:30 | 20:30            |                      |                 |                | Portimão Publik: 0 Domare: Nicholas Walsh (Skottland) | Portimão Publik: 0 Domare: Nicholas Walsh (Skottland) |
| 20:30 | 20:30            |                      |                 |                | Portimão Publik: 0 Domare: Nicholas Walsh (Skottland) | Portimão Publik: 0 Domare: Nicholas Walsh (Skottland) |

## Målskyttar
Det gjordes 112 mål på 27 matcher, vilket gav ett snitt på 4,15 mål per match.
10 mål
- Dani de Wit

8 mål
- Myron Boadu
- Kaj Sierhuis

5 mål
- Jørgen Strand Larsen
- Fábio Vieira

4 mål
- Kristian Thorstvedt
- Dany Mota

3 mål
- Ivan Bakhar
- Pavel Klenyo
- Jurgen Ekkelenkamp
- Cody Gakpo
- Teun Koopmeiners
- Jota
- Diogo Queirós

2 mål
- Denis Grechikho
- Ruel Sotiriou
- Rick van Drongelen
- Calvin Stengs
- Deyovaisio Zeefuik
- Birk Risa
- Gedson Fernandes
- Diogo Leite
- Pedro Neto
- Pedro Gonçalves

1 mål
- Andrey Alshanik
- Roman Davyskiba
- Dmitry Podstrelov
- Artsyom Pyatrenka
- Pavel Sedko
- Artem Shkurdyuk
- Ilya Shkurin
- Panayiotis Artymatas
- Andreas Neophytou
- Marios Peratikos
- Paris Polikarpou
- Jack Roles
- Christos Shelis
- Ryan Gravenberch
- Abdou Harroui
- Ferdi Kadioglu
- Noa Lang
- Daishawn Redan
- Emil Bohinen
- Jens Petter Hauge
- Tobias Heintz
- Vítor Ferreira
- João Mário
- Rafael Leão
- Gonçalo Ramos
- Francisco Trincão

1 självmål
- Dmitri Prischepa (mot Portugal)